# Une odyssée : Un père, un fils, une épopée
Une odyssée : Un père, un fils, une épopée (titre original : An Odyssey: A Father, a Son, and an Epic) est un roman de l'écrivain américain Daniel Mendelsohn publié en 2017.

## Résumé
Lorsque Jay Mendelsohn, âgé de 81 ans, décide de participer au séminaire sur l'Odyssée d'Homère, que donne son fils Daniel à l'université de Bard College, ce cours est la dernière occasion pour ce mathématicien à la retraite d'accéder aux grands textes littéraires qu'il a délaissés durant sa jeunesse. Durant quelques mois, père et fils vont confronter leur point de vue sur le texte d'Homère. Télémaque à la recherche de son père et le retour d'Ulysse au foyer s’entremêlent au récit de Daniel Mendelsohn qui redécouvre son propre père. Après le séminaire, père et fils partent en méditerranée sur les lieux mythiques de l'Odyssée. Peu à peu, Daniel comprend l’histoire et la personnalité complexe d’un père difficile.

## Réception critique
En France, ce huitième livre de Daniel Mendelsohn est bien accueilli: « Tel Télémaque, Daniel Mendelsohn cherche son père. Mais la beauté profonde et grave de son récit non dépourvu d’humour — le père n’apparaît jamais aux autres comme il croit le connaître — est qu’il élève à l’universel ce face-à-face ». 
Dans une interview qu’il donne à Virginie Bloch-Lainé, l’auteur explique: « Le parallèle entre la relation que j’avais avec mon père et celle qu’ont Ulysse et Télémaque n’est pas parfait, mais étudier l’Odyssée en présence de mon père a développé notre intelligence émotionnelle. La croisière que nous avons faite ensuite tous les deux sur les traces d’Ulysse en Méditerranée a approfondi cette découverte réciproque ».